# Byera Hill
Byera Hill – miasto w Saint Vincent i Grenadynach, na wyspie Saint Vincent (parafia Charlotte); 1300 mieszkańców (2006). Trzecie co do wielkości miasto kraju. 